# Église Saint-Étienne de Cély
L’église Saint-Étienne est un édifice religieux catholique situé à Cély, en France.

## Situation et accès
L’édifice est situé dans la rue de l’Église, à l’est de Cély. Plus largement, il se trouve dans le département de Seine-et-Marne, en région Île-de-France.

## Histoire
On estime que les parties principales de l’édifice au XIIIe siècle, avec des éléments remontant au XIIe. Sous François Ier, soit entre 1515 et 1547, il est remanié. Il est enfin restauré complètement en 1866 et 1867.